# Notre-Dame-de-Livoye
Notre-Dame-de-Livoye és un municipi francès situat al departament de la Manche i a la regió de Normandia. L'any 2007 tenia 117 habitants.

## Demografia

### Població
El 2007 la població de fet de Notre-Dame-de-Livoye era de 117 persones. Hi havia 45 famílies de les quals 11 eren unipersonals (4 homes vivint sols i 7 dones vivint soles), 15 parelles sense fills i 19 parelles amb fills.
La població ha evolucionat segons el següent gràfic:
Habitants censats

### Habitatges
El 2007 hi havia 63 habitatges, 48 eren l'habitatge principal de la família, 9 eren segones residències i 6 estaven desocupats. Tots els 63 habitatges eren cases. Dels 48 habitatges principals, 30 estaven ocupats pels seus propietaris, 16 estaven llogats i ocupats pels llogaters i 2 estaven cedits a títol gratuït; 2 tenien dues cambres, 5 en tenien tres, 18 en tenien quatre i 23 en tenien cinc o més. 41 habitatges disposaven pel capbaix d'una plaça de pàrquing. A 17 habitatges hi havia un automòbil i a 26 n'hi havia dos o més.

### Piràmide de població
La piràmide de població per edats i sexe el 2009 era:
| Homes | Edats   | Dones |
| ----- | ------- | ----- |
| 0     | 95 o +  | 0     |
| 0     | 90 a 94 | 0     |
| 0     | 85 a 89 | 4     |
| 0     | 80 a 84 | 0     |
| 4     | 75 a 79 | 0     |
| 8     | 70 a 74 | 0     |
| 0     | 65 a 69 | 8     |
| 4     | 60 a 64 | 0     |
| 0     | 55 a 59 | 4     |
| 4     | 50 a 54 | 4     |
| 8     | 45 a 49 | 4     |
| 8     | 40 a 44 | 4     |
| 4     | 35 a 39 | 12    |
| 4     | 30 a 34 | 0     |
| 0     | 25 a 29 | 4     |
| 4     | 20 a 24 | 0     |
| 0     | 15 a 19 | 12    |
| 0     | 10 a 14 | 16    |
| 8     | 5 a 9   | 8     |
| 0     | 0 a 4   | 4     |

## Economia
El 2007 la població en edat de treballar era de 75 persones, 55 eren actives i 20 eren inactives. De les 55 persones actives 47 estaven ocupades (27 homes i 20 dones) i 9 estaven aturades (3 homes i 6 dones). De les 20 persones inactives 12 estaven jubilades, 5 estaven estudiant i 3 estaven classificades com a «altres inactius».
Activitats econòmiques
L'únic establiment que hi havia el 2007 era d'una empresa de comerç i reparació d'automòbils.
L'únic establiment comercial que hi havia el 2009 era una carnisseria.
L'any 2000 a Notre-Dame-de-Livoye hi havia 20 explotacions agrícoles que ocupaven un total de 252 hectàrees.

## Poblacions més properes
El següent diagrama mostra les poblacions més properes.